# Atfih
Atfih (en árabe: Atfih, أطفيح), la antigua Afroditópolis, capital del XXII nomo del Alto Egipto, el más septentrional, que estaba situada pocos kilómetros al sur de Menfis, la gran ciudad que fue durante siglos capital del Antiguo Egipto y del nomo más meridional del Bajo Egipto.
- Nombre egipcio: Per Idet, Tep Ihu. Nombre griego: Afroditópolis. Nombre árabe: Atfih.

La antigua ciudad de Tep Ihu estaba consagrada a la diosa Hathor, siendo posteriormente denominada Afroditópolis "la ciudad de Afrodita", pues esta diosa fue asociada con Hator por los griegos.
Situación: 29° 25′ N  31° 15′ E.

## Yacimiento arqueológico
En la segunda mitad del siglo XX se realizaron importantes descubrimientos: una serie de códices en papiro del Antiguo Testamento, escritos en griego, hallados cerca de Afroditópolis. Son referentes a textos del Génesis, Números, Deuteronomio, Isaías, Jeremías, Ezequiel, Daniel, Ester, etc. Están repartidos entre Dublín, Míchigan, Colonia, Madrid y Barcelona.

## Otras Afroditópolis egipcias
También se denominó Afroditópolis a la antigua ciudad de Per-Hathor "la Casa de Hathor", la actual Gebelein, situada en el IV nomo del Alto Egipto, treinta kilómetros al sur de Tebas, y a otras ciudades del Antiguo Egipto donde se veneraba a Hathor.